# Ectadium
Ectadium là chi thực vật có hoa trong họ Apocynaceae.